# Laure Prouvost

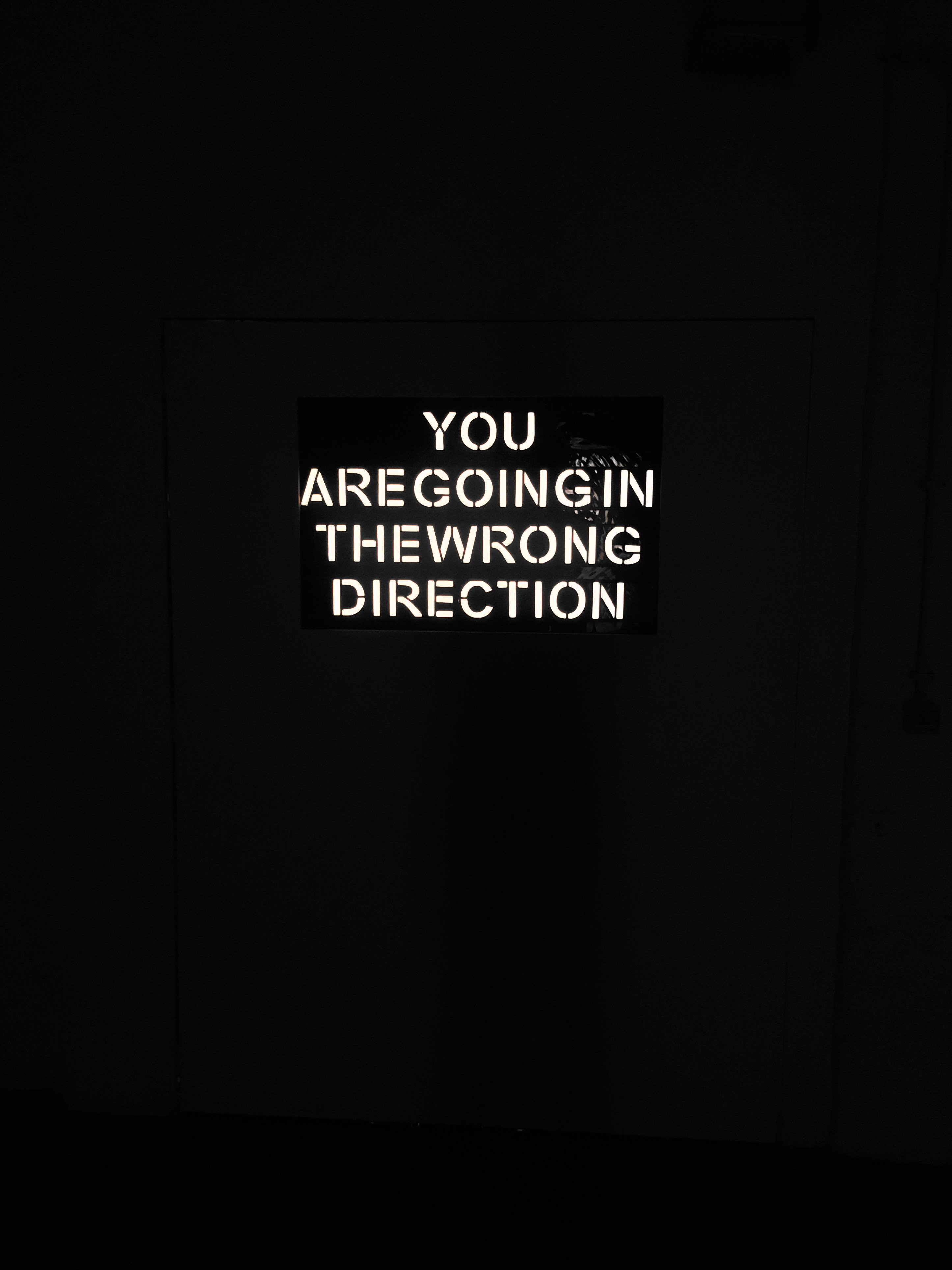
Occupie Paradit, Netwerk Aalst. (2020)

Laure Prouvost (Croix, 1978) is een Franse kunstenares die woont en werkt in Antwerpen en Londen. In 2013 won ze de Turner Prize met de installatie Wantee. In 2019 vertegenwoordigde Prouvost Frankrijk op de 58ste Biënnale van Venetië.

## Biografie en werkwijze
Prouvost groeide op in het Franse Croix. Ze studeerde aan het Goldsmiths College in Londen en Central St Martins Londen. Ze heeft ateliers in Antwerpen en Londen.
Het oeuvre van Laure Prouvost omvat onder meer videokunst, installaties en schilderijen. In haar werkt onderzoekt Prouvost de bestaande verbindingen tussen taal, beeld en perceptie. In haar films benadert ze haar toeschouwers vaak op een directe manier. Laure Prouvost manipuleert de zintuigen met snel bewegende beelden, teksten en geluidsfragmenten om tot een fysieke ervaring te komen. Belangrijke elementen in haar werk zijn verhalen, dromen, taal en verbeelding. Prouvosts installaties vertrekken meestal van de video, waarrond ze een installatie bouwt.
In december 2013 wint Laure Prouvost de Turner Prize voor haar videowerk en installatie Wantee, in deze installatie heeft ze de woonkamer van haar fictionele grootvader, zogezegd een conceptuele kunstenaar, nagebouwd. Ze laat zien wat er nog van zijn werken overblijft nadat hij werd verstoten door de kunstwereld. De naam Wantee is een verwijzing naar de bijnaam van Kurt Schwitters.
In 2014 werd Laure Prouvost uitgenodigd voor een residentie in Air Antwerpen in samenwerking met Extra City Kunsthal. Ze werd gevraagd de ruimte en functie van Extra City’s cinemazaal te herdenken. Prouvost vulde deze vraag in met videowerk als Wantee (2013) en How to Make Money Religiously (2014).
Tussen 8 februari en 19 mei 2019 liep in het M HKA in Antwerpen de tentoonstelling Am-Big-You-Us Legsicon. Het was de tot dan grootste expositie van het werk van Laure Prouvost.
In 2019 vertegenwoordigde Laure Prouvost Frankrijk op de 58ste Biënnale van Venetië met het werk Deep See Blue Surrounding You / Vois Ce Bleu Profond Te Fondre. Naast een videowerk bestond de installatie uit een octopus die de kunstenaar van Venetiaans glas liet maken in Murano. 

## Werk (selectie)
- 2007 : Owt, video
- 2010 : I need to take care of my conceptual Grand dad, video
- 2010 : The Artist, video
- 2010 : It Heat Hit, video
- 2011 : The Wanderer, video
- 2012 : Why does Gregor never rings, video installation
- 2013 : Farfromwords: car mirrors eat raspberries when swimming through the sun, to swallow sweet smells, video installation
- 2013 : Wantee, video installation
- 2014 : Visitor center, video installation
- 2016 : We would be floating away from the dirty past, video installation
- 2016 : Lick in the Past, video
- 2017 : Dit Learn, video
- 2019 : Deep See Blue Surrounding You / Vois Ce Bleu Profond Te Fondre, in the French Pavilion at the 58th Venice Biennale
- 2020 : Re-dit-en-un-in-learning, video
- 2021 : Touching To Sea You Through Our Extremities, sculpture at La Panne, Triennial Beaufort (Beaufort21)
- 2022 : Every Sunday, Grand Ma, video installation
- 2022 : Four For See Beauties, video installation
- 2023 : We Belong, facade of KANAL-Centre Pompidou, Bruxelles, Belgium
- 2023 : No More Front Tears, video and box letters, video installation presented at Art Basel Parcours (2023), and Malta Biennale (2024)
- 2023 : Shadow Does, video installation
- 2023 : You, My, Emma, Mama, video installation

## Tentoonstellingen (selectie)
- 2012 : The Hepworth Wakefield, Wakefield, Verenigd Koninkrijk
- 2013 : Laure Prouvost / Adam Chodzko als onderdeel van Schwitters in Britain, Tate Britain, Londen, Verenigd Koninkrijk
- 2014 : Laboratorio Arte Alameda, Mexico Stad, Mexico
- 2014 : Laure Prouvost: For Forgetting, New Museum of Contemporary Art, New York
- 2015 : Haus Der Kunst, München, Duitsland
- 2015 : On ira loin, musée de Rochechouart, Frankrijk
- 2016 : Red Brick Art Museum, Beijing, China
- 2016 : Museum für Moderne Kunst Frankfurt Am Main, Frankfurt, Duitsland
- 2016 : Kunstmuseum Luzern, Zwitserland
- 2017 : SALT Galata, Istanbul, Turkije
- 2018 : BASS Museum, Miami, Florida, VS
- 2018 : Ring, Sing and Drink for Trespassing, Palais de Tokyo, Parijs
- 2019 : Frans paviljoen op de 58e Biënnale van Venetië
- 2019 : Laure Prouvost-Am-Big-You-Us Legsicon, MUHKA, Anvers
- 2020 : Opgenomen in NIRIN, de 22e Biënnale van Sydney
- 2020 : Re-dit-en-un-in-learning CENTER in Lisson Gallery Londen
- 2020-2021 : Deep See Blue Surrounding You / Vois ce bleu profond te fondre, LAM, Villeneuve d'Ascq
- 2021 : Galerie Obadia, Brussel, België
- 2021 : Our elastic arm hold in tight through the claouds, Kunsthal Charlottenborg, Kopenhagen, Denemarken
- 2022 : Deep Travel Ink., Atelier Hermès, Seoul, Zuid-Korea
- 2022 : Laure Prouvost: Theatergarden and A Be(a)stiary of the Anthropocene, Longlati Foundation, Shanghai, China
- 2023 : Above Front Tears Oui Float, in het Nasjonalmuseet, Oslo, Noorwegen
- 2023 : Ohmmm age Oma je ohomma mama, Kunsthalle Wien, Wenen, Oostenrijk
- 2023 : Oma-je, Remai Modern, Saskatoon, Canada
- 2024 : Above Front Tears Nest in South, Moody Center for the Arts, Houston, Verenigde Staten
- 2024 : Darker, Lighter, Puffy, Flat, exposition de groupe, Kunsthalle Wien, Wenen, Oostenrijk
- 2024 : In the Mist of It All, Above Front Tears, De Pont Museum, Tilburg, Nederland
- 2024 : Oui Move in You, Australisch centrum voor hedendaagse kunst ACCA, Melbourne, Australië
- 2024 : Deep Travel Ink., Reisbureau, Fosun Foundation, Chengdu, China
- 2024 : Pulled Towards You, Lisson Gallery, Shanghai, China

## Permanente werken
- 2021 : Touching To Sea You Through Our Extremities, Beaufort21, Beaufort Biennale, De Panne, België
- 2021 : In Your Own Time, tingalong, tingalong, Who's Been Here Since I've Been Gone?, Endless Express, Festival Europalia, Station Brussel Zuid, Brussel, België
- 2023: Oui Will Become One Another, Triennale Art & Industrie, Duinkerken Frankrijk

## Onderscheidingen
- 2012: Max Mara Art Prize for Women
- 2013: Turner Prize